# Piragüismo en los Juegos Asiáticos
El Piragüismo en los Juegos Asiáticos se disputa desde el año 1990 en Pekín, China, y se disputa constantemente desde su introducción al programa olímpico.
China es la nación que ha obtenido más medallas en el medallero histórico de la disciplina, y ha sido el máximo ganador de medallas del deporte en casi todas las ediciones de los Juegos Asiáticos.

## Ediciones
| Edición | Año  | Ciudad Sede | País Sede     | Campeón    |
| ------- | ---- | ----------- | ------------- | ---------- |
| XI      | 1990 | Beijing     | China         | China      |
| XII     | 1994 | Hiroshima   | Japón         | China      |
| XIII    | 1998 | Bangkok     | Tailandia     | Kazajistán |
| XIV     | 2002 | Busan       | Corea del Sur | China      |
| XV      | 2006 | Doha        | Catar         | China      |
| XVI     | 2010 | Guangzhou   | China         | China      |
| XVII    | 2014 | Incheon     | Corea del Sur | China      |

## Medallero
| Pos.  | País               | Oro | Plata | Bronce | Total |
| ----- | ------------------ | --- | ----- | ------ | ----- |
| 1     | China              | 46  | 21    | 18     | 85    |
| 2     | Kazajistán         | 22  | 15    | 13     | 50    |
| 3     | Uzbekistán         | 14  | 19    | 16     | 49    |
| 4     | Japón              | 6   | 14    | 19     | 39    |
| 5     | Corea del Sur      | 4   | 11    | 15     | 30    |
| 6     | Irán               | 1   | 4     | 4      | 9     |
| 7     | República de China | 0   | 4     | 0      | 4     |
| 8     | Corea del Norte    | 0   | 3     | 6      | 9     |
| 9     | Indonesia          | 0   | 2     | 1      | 3     |
| 10    | India              | 0   | 0     | 1      | 1     |
| 10    | Kirguistán         | 0   | 0     | 1      | 1     |
| Total | Total              | 93  | 93    | 94     | 280   |